# Boris Sagal
Boris Sagal (* 18. Oktober 1923 in Jekaterinoslaw, Ukrainische SSR, Sowjetunion, heute Dnipro, Ukraine; † 22. Mai 1981 in Portland, Oregon) war ein US-amerikanischer Regisseur bei Film und Fernsehen.

## Leben
Sagal kam im Kindesalter in die Vereinigten Staaten. Er studierte an der Yale University und war zunächst Schauspieler, kam aber schließlich zu Regie. Ab Mitte der 1950er-Jahre inszenierte er für das Fernsehen, wobei er über die folgenden Jahrzehnte teilweise relativ erfolgreiche Fernsehfilme drehte. Er inszenierte auch einzelne Folgen populärer Fernsehserien, etwa zwei Beiträge zur Krimireihe Columbo. Überdies führte Sagal die Regie an einigen Kinofilmen, die aber in der Mehrzahl der Fälle eher weniger ambitionierte Unterhaltungsfilme waren. Sein wahrscheinlich bekanntester Kinofilm ist der Science-Fiction-Streifen Der Omega-Mann mit Charlton Heston in der Hauptrolle, außerdem drehte er Kurven-Lily mit Elvis Presley und Paris ist voller Liebe mit Ann-Margret.
Der Regisseur war zweimal verheiratet und hatte fünf Kinder – alle aus seiner 1975 geschiedenen Ehe mit seiner ersten Frau, Sara Zwilling.  Seine Kinder David Sagal, Katey Sagal, Joe Sagal, Jean Sagal und Liz Sagal haben alle in der Filmbranche Fuß gefasst und sind als Schauspieler, Regisseur oder Autor tätig. Seine älteste Tochter Katey wurde insbesondere durch ihre Rolle der Peggy Bundy in der Sitcom Eine schrecklich nette Familie bekannt. In zweiter Ehe war Boris Sagal von 1977 bis zu seinem Tod mit der Schauspielerin und Tänzerin Marge Champion verheiratet.
Am 22. Mai 1981 wurde der 57-jährige Boris Sagal während der Dreharbeiten zur Miniserie World War III durch die Rotorblätter eines Hubschraubers tödlich verletzt.

## Filmografie (Auswahl)
- 1955–1958: Matinee Theatre (Fernsehserie, 17 Episoden)
- 1958–1959: Mickey Spillane’s Mike Hammer (Fernsehserie, 25 Episoden)
- 1959–1960: Peter Gunn (22 Episoden)
- 1961: The Spiral Staircase (Fernsehfilm)
- 1961–1964: Dr. Kildare (7 Episoden)
- 1962: Gangsterschlacht (The Crimebusters)
- 1963: Die Strolche von Mexiko (Dime with a Halo)
- 1963: Rufmord (Twilight of Honor)
- 1964: … und knallten ihn nieder (Guns of Diablo)
- 1965: Kurven-Lily (Girl Happy)
- 1965: Paris ist voller Liebe (Made in Paris)
- 1966–1967: T.H.E. Cat (Fernsehserie, 8 Episoden)
- 1967: Solo für O.N.C.E.L. (The Man from U.N.C.L.E., Fernsehserie, 2 Episoden)
- 1967–1969: Der Strafverteidiger (Judd, for the Defense, Fernsehserie, 7 Episoden)
- 1968: Die unverbesserlichen Drei (The Helicopter Spies)
- 1969: Alarmstart für Geschwader Braddock (The Thousand Plane Raid)
- 1969: Moskito-Bomber greifen an (Mosquito Squadron)
- 1969: Destiny of a Spy (Fernsehfilm)
- 1969: Um Tod und Leben (Operation Heartbeat, Fernsehfilm)
- 1970: Jagd auf den Kinomörder (The Movie Murderer, Fernsehfilm)
- 1970: Ständig in Angst (Hauser’s Memory, Fernsehfilm)
- 1971: Hitched (Fernsehfilm)
- 1971: Der Omega-Mann (The Omega Man)
- 1971: The Harness (Fernsehfilm)
- 1971: The Failing of Raymond (Fernsehfilm)
- 1972: Columbo: Blumen des Bösen (The Greenhouse Jungle, Fernsehfilm)
- 1973: Sergeant Madigan: The Lisbon Beat (Fernsehfilm)
- 1973: Sergeant Madigan: The Naples Beat (Fernsehfilm)
- 1973: Deliver Us from Evil (Fernsehfilm)
- 1973: Columbo: Stirb für mich (Candidate for Crime, Fernsehfilm)
- 1974: Der Chef (Ironside, Fernsehserie, 2 Episoden)
- 1974: Indict and Convict (Fernsehfilm)
- 1974: A Case of Rape (Fernsehfilm)
- 1974: The Greatest Gift (Fernsehfilm)
- 1975: The Dream Makers (Fernsehfilm)
- 1975: Deep River – Entscheidung am Fluß (The Runaway Barge, Fernsehfilm)
- 1975: Der Pflichtverteidiger (Mallory: Circumstantial Evidence, Fernsehfilm)
- 1976: Reich und Arm (Rich Man, Poor Man, Miniserie, 4 Episoden)
- 1976: Sherlock Holmes in New York (Fernsehfilm)
- 1976: Die Bankiers (The Moneychangers, Miniserie, 4 Episoden)
- 1977: Angela
- 1979: Mrs. Columbo (Fernsehserie, Episode 1x01)
- 1980: Das Tagebuch der Anne Frank (The Diary of Anne Frank, Fernsehfilm)
- 1981: Was machst du, wenn du einen Elefanten triffst? (When the Circus Came to Town, Fernsehfilm)
- 1981: Masada (Miniserie, 4 Episoden)
- 1981: Bei Anruf Mord (Dial M for Murder, Fernsehfilm)
- 1981: Weltkrieg III (World War III, Miniserie, 2 Episoden)